# Spartak Moscou – Dynamo Kiev en football
Les rencontres Spartak Moscou – Dynamo Kiev ou Dynamo Kiev – Spartak Moscou, selon l'équipe qui reçoit, sont une rencontre opposant les principaux clubs de l'ancienne Union soviétique.
Au nombre de victoires, c'est le Spartak qui mène avec 52 matchs gagnés, contre 46 pour le Dynamo.

## Statistiques

### Général
| Compétition         | Matchs | Spartak | Nuls | Dynamo |
| ------------------- | ------ | ------- | ---- | ------ |
| D1 soviétique       | 102    | 41      | 27   | 34     |
| Coupe sovietique    | 15     | 9       | 2    | 4      |
| Ligue des Champions | 4      | 1       | 0    | 3      |
| Matchs amicaux      | 9      | 1       | 3    | 5      |
| Total               | 130    | 52      | 32   | 46     |

### Records
- Plus grand nombre de buts en un match : 7 (4-3 en 1957)
- Plus grande victoire du Spartak : 5-1 (1940) ; 4-0 (1955 et 1958)
- Plus grande victoire du Dynamo : 4-1 (1950, 1966, 1972 et 2008) ; (1968, 1978 et 2008)

## Matchs

### Championnat
| Date           | N° | Rencontre      | Score | Saison             | Ref.  |
| -------------- | -- | -------------- | ----- | ------------------ | ----- |
| 5 juillet 1959 | 1  | Spartak-Dynamo | 0-1   | 1959 (11e journée) | [ 1 ] |
| 15 août 1959   | 2  | Dynamo-Spartak | 2-2   | 1959 (21e journée) | [ 2 ] |

### Ligue des champions
| Date              | N° | Rencontre      | Score | Saison                           | Ref.  |
| ----------------- | -- | -------------- | ----- | -------------------------------- | ----- |
| 14 septembre 1994 | 1  | Dynamo-Spartak | 3-2   | 1994-1995 (Groupe B)             | [ 3 ] |
| 23 novembre 1994  | 2  | Spartak-Dynamo | 1-0   | 1994-1995 (Groupe B)             | [ 3 ] |
| 13 août 2008      | 3  | Spartak-Dynamo | 1-4   | 2008-2009 (3e tour préliminaire) | [ 4 ] |
| 27 août 2008      | 4  | Dynamo-Spartak | 4-1   | 2008-2009 (3e tour préliminaire) | [ 4 ] |